# جووانی اسکیاپارلی

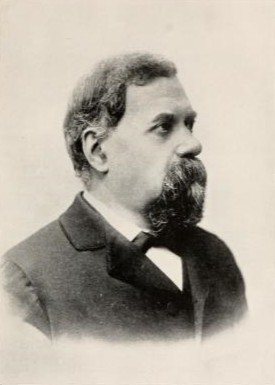
جووانی اسکیاپارلی

جوانی ویرجینیو اسکیاپارلی (۱۴ مارس ۱۸۳۵ – ۴ ژوئیه ۱۹۱۰) ستاره‌شناس و پژوهشگر تاریخ نجوم ایتالیایی بود.
او در ۱۴ مارس ۱۸۳۵ در ساویلیانو، در استان کونئو ایتالیا زاده شد. نخست به تحصیل در رشتهٔ مهندسی عمران پرداخت اما پس مدتی تحصیل در حوزهٔ زبان‌های نوین و نجوم، چندان دلبستهٔ نجوم شد که آن را رها نکرد.
وی در دانشگاه تورین درس خواند و مدتی در رصدخانه‌های برلین، پوتسدام و پولکوو به پژوهش پرداخت و سپس بیش از چهل سال در رصدخانهٔ بررا مشغول به کار شد. در ۲۹ آوریل ۱۸۶۱م سیارکی را کشف کرد که بعدها آن را هسپریا نامید. در ۱۸۶۲م، به ریاست رصدخانهٔ بررا رسید. در همین سال فرضیه‌ای دربارهٔ علت بارش‌های شهابی ارائه داد که دیری نپایید که همگان آنرا پذیرفتند.
او که از پیشگامان مریخ‌شناسی به شمار می‌آید کاوش در این زمینه را از ۱۸۷۷م آغاز کرد. یک سال بعد یافته‌های خود از سطح مریخ را روی یک نقشه پیاده کرد و با اشاره به این که مریخ نیز همچون زمین اقیانوس‌ها و قاره‌هایی دارد اخترشناسان را شگفت زده کرد. رصدهایش موجب شد که برخی به وجود حیات هوشمند در مریخ باور داشته باشند.
اسکیاپارلی هشت سال به رصد عطارد و مطالعهٔ لکه‌های تاریکی پرداخت که به شکل نوارهای سایه‌دار بر سطح عطارد دیده می‌شوند و در ۱۸۸۹م مقاله‌ای دربارهٔ دورهٔ تناوب حرکت وضعی این سیاره نوشت و آن را دقیقاً برابر با دورهٔ تناوب حرکت انتقالی این سیاره یافت. او همزمان با پژوهش دربارهٔ عطارد، زهره را نیز رصد می‌کرد و با بررسی لکه‌های زهره دورهٔ تناوب حرکت وضعی آن را تقریباً ۲۲۴٫۷ روز به دست آورد.
در سال ۱۹۰۰ خود را بازنشسته کرد تا برای پژوهش دربارهٔ تاریخ نجوم که از دلبستگی‌های او بود، فرصت بیشتری داشته باشد. کارلو آلفونسو نالینو در روزگار ریاست اسکیاپارلی بر رصدخانهٔ بررا مأمور ترجمهٔ زیج بتانی شده بود و در این کتاب نیز بارها از نظرات اسکیاپارلی بهره برده بود.
اسکیاپارلی تنها فردی بود که افزون بر عضویت پیوسته در فرهنگستان علوم لینچه‌ای (Accademia dei Lincei) در رم و انجمن سلطنتی نجوم در لندن، عضو پیوسته یا افتخاری فرهنگستان‌های روسیه، آلمان (پروس)، اتریش و فرانسه به شمار می‌رفت. او همچنین در حکومت پادشاهی ایتالیا سناتور شد.
سیارک ۴۰۶۲ را به افتخار وی اسکیاپارلی نامیده‌اند.
یکی از دهانه‌های ماه را به افتخار وی اسکیاپارلی نامیده‌اند.
مریخ‌نوردی که قرار است در برنامهٔ پژوهشی جستجوی حیات در مریخ، سطح مریخ را بکاود اسکیاپارلی نام خواهد گرفت.